# Blue Velvet (canção)
Blue Velvet é uma canção popular norte-americana escrita em 1950 por Bernie Wayne e Lee Morris. Originalmente gravada e interpretada por Tony Bennett em 1951, foi refeita, em 1954 pelo grupo de rhythm and blues The Clovers, dos Estados Unidos. Muitos outros artistas já gravaram a música, entre eles Bobby Vinton, em 1963, e Lana Del Rey, em 2012.
Em 1986, o diretor David Lynch escreveu e dirigiu um filme com o mesmo nome, que, na versão em português, foi denominado de Veludo Azul.

## Versão de Lana Del Rey
A versão da cantora e compositora norte-americana Lana Del Rey foi incluída na reedição de seu segundo álbum de estúdio Born to Die - The Paradise Edition e seu terceiro EP, Paradise. Foi lançada como um single promocional em 20 de setembro de 2012, por meio do selo Interscope Records, e utilizada em uma campanha publicitária para a varejista de roupas H&M. Del Rey foi selecionada para a campanha da H&M, após um desempenho impressionável em um jantar no Mulberry. As modelos Michelle Williams, Alexa Chung, Elizabeth Olsen, Anna Wintour  participaram da festa e foram afetadas positivamente pelo desempenho. A gerente de relações públicas da empresa, disse que Del Rey foi escolhida porque eles "... estavam procurando um ícone de estilo e cantora para modelar nossa coleção de inverno e assim Lana Del Rey foi a pessoa perfeita."

### Videoclipe
Em 19 de setembro, o vídeo da música, que serve como um comercial para coleção de outono da H&M (2012), bem como, para "Blue Vevet" foi lançado pela empresa. No vídeo, Del Rey está cantando a música em uma sala com iluminação suave na frente de um público de pessoas pálidas, cantando lounge music e vestida com uma camisola de lã mohair rosa. Ela é, então, hipnotizada. Três mulheres vestidas de forma idêntica á Del Rey sentam no sofá e a olham com frieza. No final do vídeo, um pequeno homem (interpretado pelo ator Michael J. Anderson) entra na sala, puxa o cabo do microfone de Del Rey, silenciando-a. Um vídeo dos bastidores foi filmado e enviado para para conta oficial no YouTube da H&M.

### Recepção
Rolling Stone chamou a cover de "triste". Carl Williot de Idolator disse que a cover é "lindamente lânguida e triste (mas [ela] está repleta de seu ir-a inchar de cordas e granuladas batidas programadas). Jenna Hally Rubenstein, escrevendo para a MTV, chamou o comercial e vocais de "mal-humorado, totalmente broody", brincou acrescentando: "... o que seria uma campanha de Lana Del Rey se não fizesse você se sentir um pouco deprimido?" No vídeo, Rubenstein disse Del Rey foi uma "beleza ridículo" ostentando uma aparência de Brigitte Bardot, o que, acrescentou, não a cantora todos podem tirar. Em uma publicação na revista People disseram que o vídeo foi dramático, intrigante. Apropriadamente, eles escreveram, o vídeo tinha elementos de film noir. Especificamente, foi comparado com o filme neo-noir, Mulholland Drive, bem como a película Blue Velvet. Em uma entrevista com Artinfo, David Lynch falou sobre cobertura Del Rey:
| “ | Lana Del Rey, ela tem uma carisma fantástica e - isso é uma coisa muito interessante - é como se tivesse nascido de um outro tempo. Ela tem algo que é muito atraente para as pessoas. E eu não sabia que ela foi influenciada por mim! | ” |

### Posições
| Chart (2012)                                   | Peak position |
| ---------------------------------------------- | ------------- |
| Áustria (Ö3 Austria Top 75)                    | 40            |
| França (SNEP)                                  | 40            |
| O campo songid é OBRIGATÓRIO PARA PARADA ALEMÃ | 49            |
| Espanha (PROMUSICAE)                           | 44            |
| Suíça (Schweizer Hitparade)                    | 42            |
| Reino Unido (UK Singles Chart)                 | 60            |

### Histórico de lançamento
| País           | Data                   | Formato          |
| -------------- | ---------------------- | ---------------- |
| França         | 20 de setembro de 2012 | digital download |
| Alemanha       | 20 de setembro de 2012 | digital download |
| Reino Unido    | 20 de setembro de 2012 | digital download |
| Estados Unidos | 25 de setembro 2012    | digital download |